# 河内駅
河内駅（こうちえき）は、広島県東広島市河内町中河内にある、西日本旅客鉄道（JR西日本）山陽本線の駅である。駅番号はJR-G14。
かつては急行停車駅であった。また、山陽新幹線岡山駅 - 博多駅間延伸で昼行優等列車全廃後、暫く運転されていた快速の停車駅であった。

## 歴史

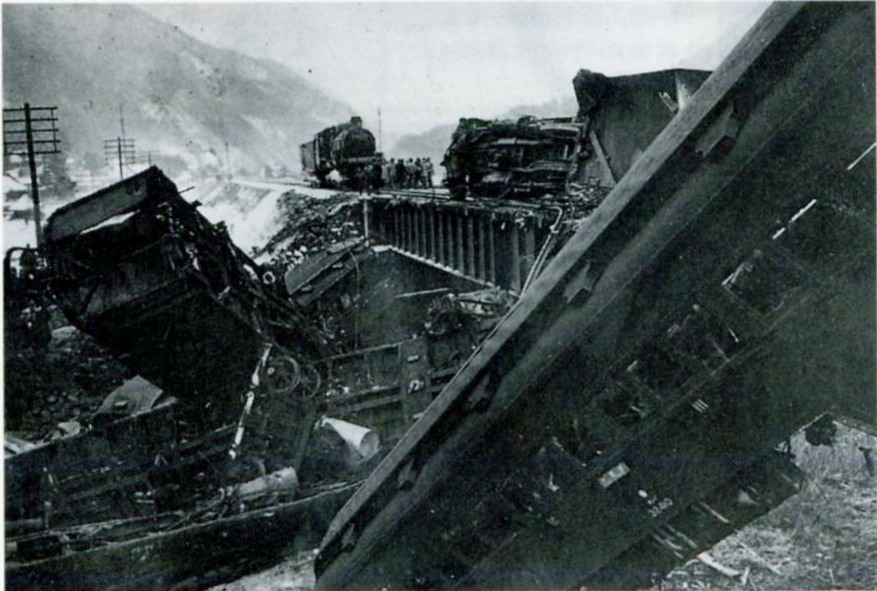
急行列車脱線転落事故現場(1931年1月12日)

- 1894年（明治27年）6月10日：山陽鉄道三原駅 - 広島駅間開通時に開設[1]。旅客・貨物取扱開始[1]。
- 1906年（明治39年）12月1日：山陽鉄道国有化[1]、官設鉄道の駅となる。
- 1909年（明治42年）10月12日：線路名称制定、山陽本線所属となる。
- 1931年（昭和6年）1月12日：当駅構内で山陽線急行列車脱線転落事故が発生。
  - 現場付近では日露戦争の戦時中に貨物列車が脱線転覆、その後も単線運転時代に脱線転覆が起こり、この事故で惨事は3度目で「魔の場所」と呼ばれていた[2]。
- 1960年（昭和35年）3月31日：跨線橋竣工、使用開始[3]。
- 1973年（昭和48年）4月11日：貨物取扱廃止[1]。
- 1985年（昭和60年）3月14日：荷物扱い廃止[1]。
- 1987年（昭和62年）
  - 2月1日：みどりの窓口営業開始[4]。
  - 4月1日：国鉄分割民営化に伴い、西日本旅客鉄道（JR西日本）の駅となる[1]。
- 1995年（平成7年）10月1日：管轄が広島支社直轄（三原管理駅）から三原地域鉄道部に変更[5]。
- 1997年（平成9年）3月8日：業務委託駅化（ジェイアール西日本広島メンテック受託、移行当初は暫定的に直営駅扱い）[5][注釈 2]。
- 2004年（平成16年）10月1日：みどりの窓口営業時間変更、窓口閉鎖時間帯が設定される。
- 2007年（平成19年）
  - 7月12日：ICカード乗車券「ICOCA」対応簡易型自動改札機導入。
  - 9月1日：ICカード「ICOCA」が利用可能となる。
- 2009年（平成21年）7月1日：2番線に一部下り列車が発着開始[注釈 3]。
- 2018年（平成30年）
  - 3月31日：みどりの窓口営業終了[7]。
  - 4月1日：無人駅化[8]。
  - 6月1日：三原地域鉄道部廃止に伴い、三原駅の被管理駅となる[9]。
  - 7月6日：平成30年7月豪雨に伴い、営業休止。
  - 9月30日：三原駅 - 白市駅間運行再開[10]。
- 2020年（令和2年）9月：駅ナンバリングが導入され、使用開始[11][12]。

## 駅構造
単式ホーム1面1線と島式ホーム1面2線、合計2面3線を有する地上駅。駅舎側が1番のりば、2・3番のりばが島式ホーム（更にその間にホームの無い中線あり）で、跨線橋により連絡している。トイレが構内上り方面1番のりば奥にある。
無人駅。以前はJR西日本広島メンテックが駅業務を受託しており、またみどりの窓口が設置されていた。ICOCA利用が可能（相互利用可能ICカードはICOCAの項を参照）。

### 駅舎概要
- 木造平屋駅舎
- 落成日不明

### 駅コンコース内
- 改札口（簡易型自動改札機を導入。集札機能はないため集札箱に乗車券を投入する。）
- 自動券売機2台（最新式）
- 自動販売機（飲料水1台）
- 待合室

### のりば
| のりば | 路線     | 方向 | 行先           | 備考                           |
| ------ | -------- | ---- | -------------- | ------------------------------ |
| 1      | 山陽本線 | 上り | 三原・福山方面 | 福山方面は三原または糸崎で乗換 |
| 2・3   | 山陽本線 | 下り | 西条・広島方面 | 2番のりばは一部列車のみ        |

付記事項
- 本項ではJR西日本公式サイト全域路線図[13]に従い路線記号・ラインカラーを表記しているが、当駅は広島シティネットワークエリア外のため、2016年3月ダイヤ改正時点の駅掲示時刻表においてはアルファベットの無いラインカラーシンボルが使用されている。
- 1番のりばは上り本線、2番のりばは下り副本線、3番のりばは下り本線である。2番のりばは上り線とは接続していない。
- 2番のりばに定期列車発着は暫く無かったが、2009年より線路保守観点から、1日2本のみ列車発着がある。

## 利用状況
近年の1日平均乗車人員の推移は以下の通り。特記の無いものは「統計でみる東広島」による。
| 年度                | 1日平均 乗車人員 |
| ------------------- | ---------------- |
| 1989年（平成 元年） | 1,914            |
| 1990年（平成02年）  |                  |
| 1991年（平成03年）  |                  |
| 1992年（平成04年）  | 1,722            |
| 1993年（平成05年）  |                  |
| 1994年（平成06年）  |                  |
| 1995年（平成07年）  |                  |
| 1996年（平成08年）  | 2,157            |
| 1997年（平成09年）  | 1,766            |
| 1998年（平成10年）  | 1,666            |
| 1999年（平成11年）  | 1,291            |
| 2000年（平成12年）  | 1,165            |
| 2001年（平成13年）  | 1,035            |
| 2002年（平成14年）  | 1,021            |
| 2003年（平成15年）  | 1,063            |
| 2004年（平成16年）  | 1,041            |
| 2005年（平成17年）  | 952              |
| 2006年（平成18年）  | 886              |
| 2007年（平成19年）  | 832              |
| 2008年（平成20年）  | 827              |
| 2009年（平成21年）  | 782              |
| 2010年（平成22年）  | 767              |
| 2011年（平成23年）  | 693              |
| 2012年（平成24年）  | 673              |
| 2013年（平成25年）  | 648              |
| 2014年（平成26年）  | 593              |
| 2015年（平成27年）  | 605              |
| 2016年（平成28年）  | 566              |
| 2017年（平成29年）  | 526              |
| 2018年（平成30年）  | 399              |
| 2019年（令和 元年） | 404              |
| 2020年（令和02年）  | 345              |
| 2021年（令和03年）  | 348              |
| 2022年（令和04年）  | 342              |

## 駅周辺
- 東広島市役所河内支所（旧・河内町役場）
- 市民体育館（旧・河内町民体育館）
- 河内郵便局
- 国道432号
- 県道33号
- 東広島市立河内小学校
- 東広島市立河内中学校
- 広島県立河内高等学校
- 広島銀行河内支店
- しまなみ信用金庫河内支店
- JA広島中央河内支店
- 東広島市河内文化センター

### バス路線
芸陽バスの河内駅前バス停がある。
河内駅-甲山線
河内駅前 - 徳良 - 世羅高校前 - 公立世羅中央病院 - 世羅町役場 - 甲山バイパス東口
西河内線
河内駅前 - 河戸 - 戸野地域センター - 上戸野 - 久芳 - 豊栄

## その他
- 「JRを利用してシティ電車の延長を」という看板が設置されている。

## 隣の駅
西日本旅客鉄道（JR西日本）
 山陽本線
本郷駅 (JR-G15) - 河内駅 (JR-G14) - 入野駅 (JR-G13)